# احمد خشوعی
احمد خشوعی (زادهٔ ۱۱ اسفند ۱۳۱۷) کشتی‌گیر اهل ایران است. او در دستهٔ پَروزن کشتی فرنگی مردان در بازی‌های المپیک تابستانی ۱۹۶۴ توکیو شرکت کرد.